# 마크 앨런 (스누커 선수)

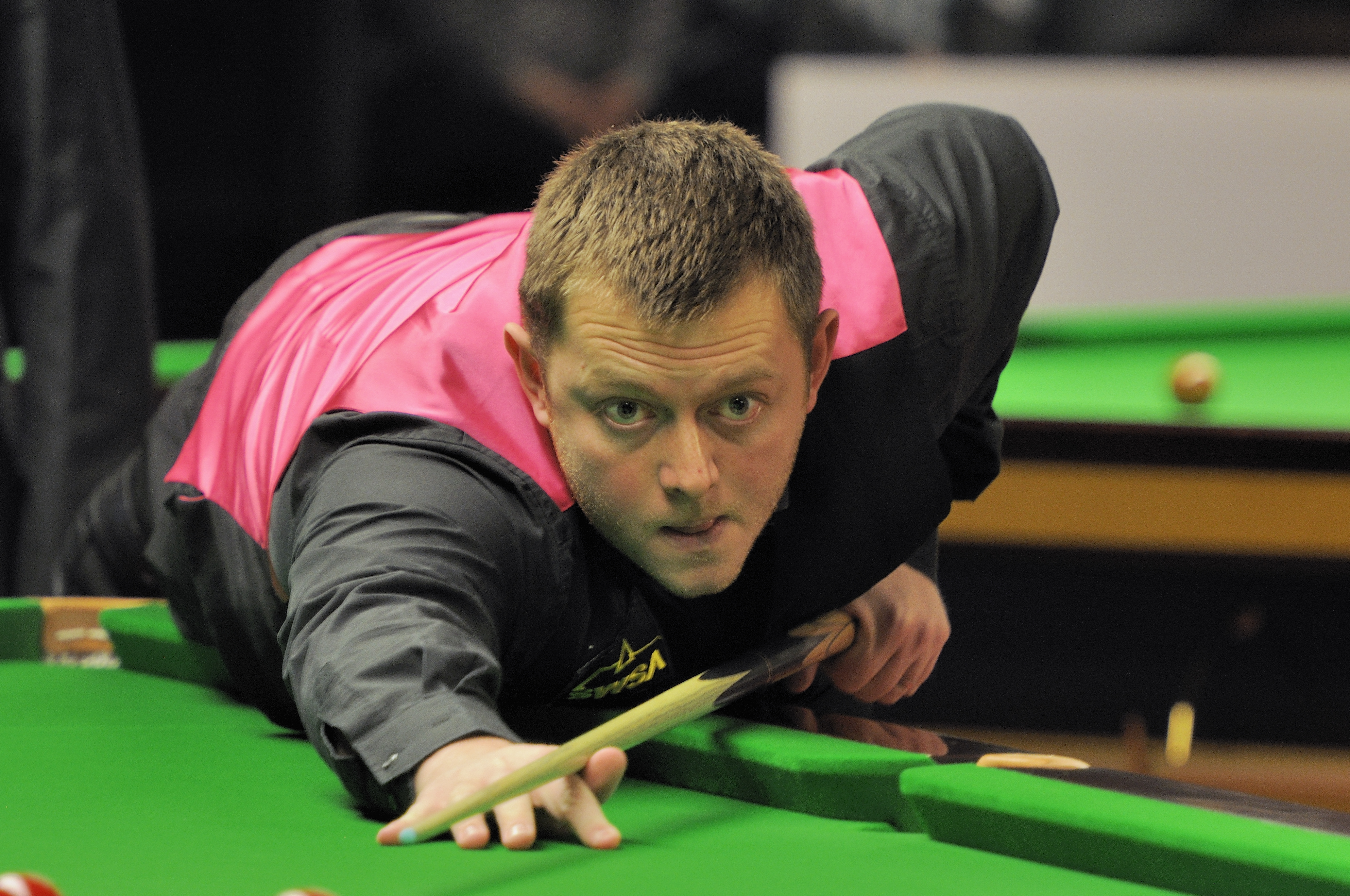
마크 앨런

마크 앨런(영어: Mark Allen, 1986년 2월 22일 ~ )는 북아일랜드의 스누커 선수이다.
2004년 세계 아마추어 선수권 대회에서 우승했고 이듬해 프로로 전향했으며 3시즌만에 상위 16위에 올랐다. 2009년 세계 선수권 대회에서 최종 우승자인 존 히긴스에게 패했다.
앨런은 2011 UK 챔피언십에서 첫 번째 랭킹 결승에 도달했지만 저드 트럼프에게 패했다. 그는 이듬해인 2012년 월드 오픈에서 첫 번째 랭킹 타이틀을 획득했다. 그는 키렌 윌슨을 물리치고 2018 마스터즈에서 우승하면서 첫 번째 트리플 크라운 타이틀을 획득했고, 딩준후이(Ding Junhui)를 물리치고 2022 UK 챔피언십에서 우승하면서 두 번째 트리플 크라운 타이틀을 획득했다. 그는 총 9개의 랭킹 타이틀을 획득했다. 2022-23 시즌은 현재까지 앨런의 커리어 중 최고였다. 그는 4번의 랭킹 결승에 진출했고 2022 노던 아일랜드 오픈, 2022 UK 챔피언십, 2023 월드그랑프리에서 3번의 랭킹 타이틀을 획득하고 커리어 최고에 도달했다. 세계랭킹 3위이다. 그는 2023 세계 스누커 챔피언십에서 두 번째 세계 준결승에 진출했지만 마크 셀비에게 15-17로 패했다.
다작의 브레이크 빌더인 앨런은 프로 경쟁에서 550년이 넘는 세기의 브레이크를 기록했다. 그는 2016년 영국 챔피언십에서 첫 번째를 달성하고 2021년 북아일랜드 오픈 예선 라운드에서 두 번째로 최대 두 번의 휴식을 취했다.